# Justin Cuero
Justin Raúl Cuero Palacio (Esmeraldas, 18 marzo 2004) è un calciatore ecuadoriano, attaccante dell'Orenburg.

## Carriera

### Club
Cuero è cresciuto nell'Independiente del Valle ed ha debuttato in prima squadra il 25 febbraio 2023 nell'incontro di Categoría Primera A vinto 3-1 contro il Mushuc Runa.
Il 25 agosto 2023 è stato ceduto in prestito con diritto di riscatto all'Orenburg.

### Nazionale
Nel 2023 ha partecipato con l'Ecuador Under-20 al Campionato sudamericano Under-20 ed al Mondiale Under-20 2023.

## Statistiche

### Presenze e reti nei club
Statistiche aggiornate al 27 novembre 2023.
| Stagione        | Squadra                 | Campionato      | Campionato | Campionato | Coppe nazionali | Coppe nazionali | Coppe nazionali | Coppe continentali | Coppe continentali | Coppe continentali | Altre coppe | Altre coppe | Altre coppe | Totale | Totale | Totale |
| Stagione        | Squadra                 | Comp            | Pres       | Reti       | Comp            | Pres            | Reti            | Comp               | Pres               | Reti               | Comp        | Pres        | Reti        | Pres   | Reti   |        |
| --------------- | ----------------------- | --------------- | ---------- | ---------- | --------------- | --------------- | --------------- | ------------------ | ------------------ | ------------------ | ----------- | ----------- | ----------- | ------ | ------ | ------ |
| 2023            | Indep. Juniors          | B               | 6          | 1          |                 | -               | -               |                    | -                  | -                  |             | -           | -           | 6      | 1      |        |
| 2023            | Independiente del Valle | A               | 2          | 0          |                 | -               | -               | CL                 | 0                  | 0                  |             | -           | -           | 2      | 0      |        |
| 2023-2024       | Orenburg                | PL              | 8          | 1          | CR              | 4               | 0               |                    | -                  | -                  |             | -           | -           | 12     | 1      |        |
| Totale carriera | Totale carriera         | Totale carriera | 16         | 2          |                 | 4               | 0               |                    | 0                  | 0                  |             | -           | -           | 20     | 2      |        |

## Palmarès

### Club

#### Competizioni nazionali
- Supercoppa ecuadoriana: 1

Independiente del Valle: 2023

#### Competizioni internazionali
- Recopa Sudamericana: 1

Independiente del Valle: 2023